# Боруджерд
Борудже́рд (перс. بروجرد‎) — город на западе Ирана в провинции Лурестан. Административный центр шахрестана Боруджерд. Второй после Хорремабада по численности населения город провинции.
Боруджерд — крупный региональный сельскохозяйственный центр. На окрестных полях выращивают зерновые культуры, хлопок, дыни, виноград и плодовые деревья (особенно миндаль). Развито овцеводство и производство шерсти.

## География и климат
Город находится в северной части Лурестана, на равнине Силахор (Silakhor), окаймлённой горными хребтами Центрального Загроса, на высоте 1563 метров над уровнем моря.
Боруджерд расположен на расстоянии приблизительно 120 километров к северо-востоку от Хорремабада, административного центра провинции и на расстоянии 300 километров к юго-западу от Тегерана, столицы страны.
Климат обусловлен расположением города в горной местности и характеризуется чередованием холодной снежной зимы и умеренно тёплого лета. Среднегодовое количество осадков — 500 мм.

## Население
На 2006 год население составляло 227 547 человек; национальном составе преобладают луры, в конфессиональном — мусульмане-шииты.
| 1986    | 1991    | 1996    | 2006    | 2012    |
| ------- | ------- | ------- | ------- | ------- |
| 183 879 | 201 016 | 217 804 | 227 547 | 232 307 |

В Боруджерде богато представлены разнообразные религиозные и национальные меньшинства: бахаи, суфисты, христиане; евреи, курды, армяне. Иранцы часто называют город Маленьким Парижем.

## История
Окрестности города были заселены по крайней мере с 3000 года до н. э. Мидийцы использовали местные пастбища для выпаса своих табунов. Селевкиды использовали местный замок в качестве стратегического военного пункта. Сасанидские шахиншахи способствовали росту и развитию Боруджерда, и в период их правления был возведён храм огня. Во время арабского завоевания Персии (637—651), городская крепость использовалась иранской армией в качестве плацдарма. И сюда же бежал Йездигерд III после поражения при Нехавенде.
Боруджерд приобретает особую известность с периода правления династии Сельджукидов. В XVIII веке город являлся важным военным центром, позволявшим контролировать неспокойные западные области страны.
Боруджерд сильно пострадал в ходе ирано-иракской войны 1980—1988. Сразу после начала войны в город хлынули беженцы из оккупированного Ираком Хузестана. Боруджерд регулярно подвергался ракетным обстрелам со стороны Ирака, гибли мирные жители.

## Достопримечательности
В городе расположен ряд памятников древней архитектуры, относящихся к периоду правления династии Сасанидов. Также в городе есть несколько памятников архитектуры исламского периода. К ним относятся:
- Мечеть Солтани[7]
- Мечеть Джем[8]
- Имамзаде Джафар[9]

Одно из наиболее значимых исторических зданий Боруджерда — соборная мечеть IX века, расположенная в восточной части города. Пространство над михрабом украшено куфическим орнаментом, представляющим собой выдержки из священных книг ислама. У входа расположена мемориальная доска, где высечен текст указа шаха Аббаса I, изданного в 1613 году. Мечеть реставрировалась и достраивалась в период правления Сефевидов и Каджаров.
Еще одним важным религиозных памятником Боруджерда является Мечеть имама, построенная в период правления Каджаров на развалинах старинной мечети. Данная мечеть украшена лепниной и мозаикой, исполненными в каджарском стиле, а также многочисленными стихами из Корана, для написания которых использовался почерк сульс. В Мечети имама расположен ряд комнат, предназначенных для жилья и обучения студентов местного медресе.

## Экономика
Хозяйство горожан и жителей прилегающих районов, базируется на  торговле (в пределах данного региона и вне его), розничной торговле, а также  разведении скота и земледелии. Развиты сфера услуги промышленность (в том числе добывающая промышленность). Сам город Боруджерд, благодаря его выгодному географическому положению (он построен на путях сообщения племен луров), в предыдущие десятилетия являлся важным торговым центром всего региона. Вокруг крупного городского рынка было возведено большое число караван-сараев.
 
В настоящее время в сельской местности, окружающей Боруджерд, получило развитие сельскохозяйственное производство (в первую очередь скотоводство), а сам город Боруджерд продолжает оставаться одним из значимых экономических центров западной части Ирана.

## Галерея

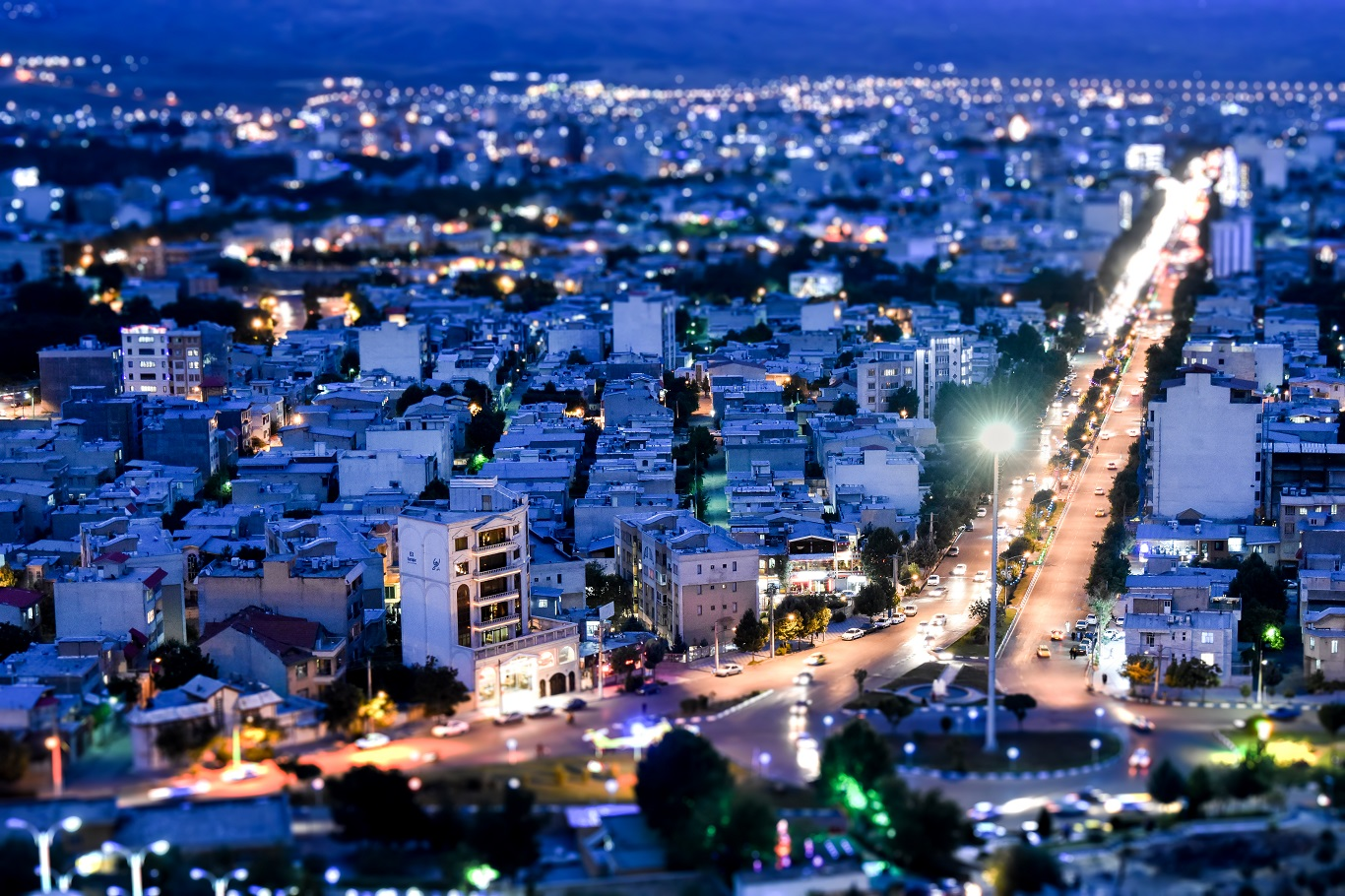
Боруджерд
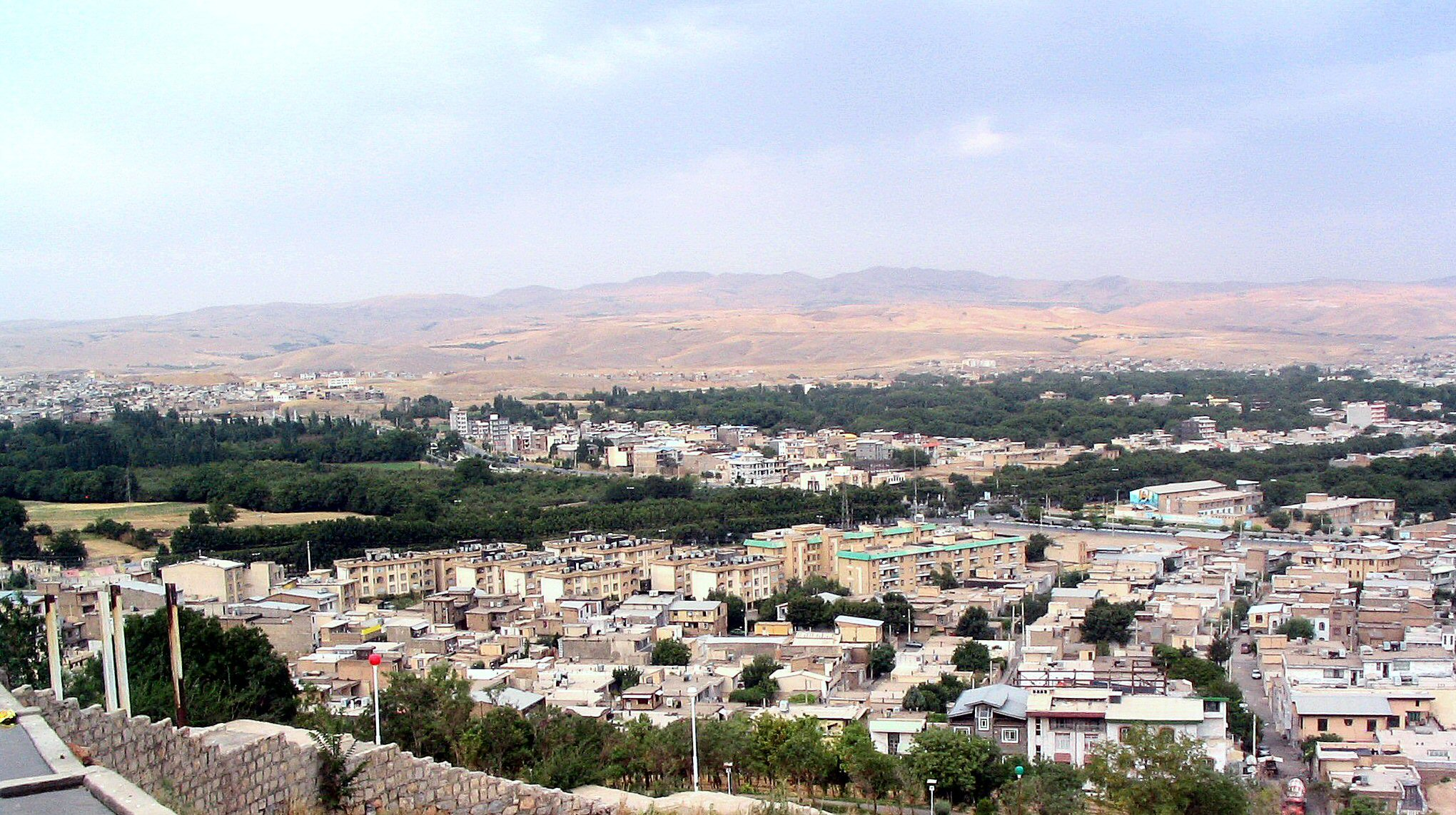
Боруджерд
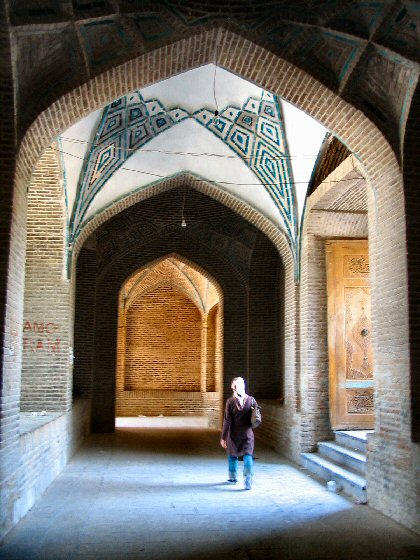
Мечеть Солтани
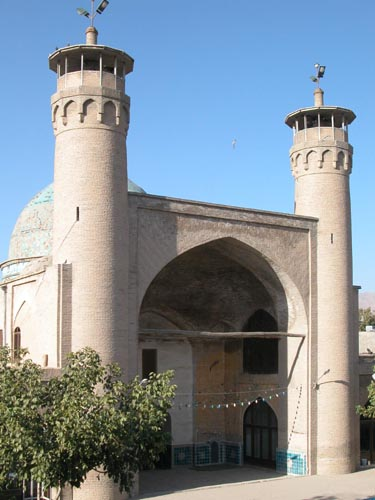
Мечеть Джем
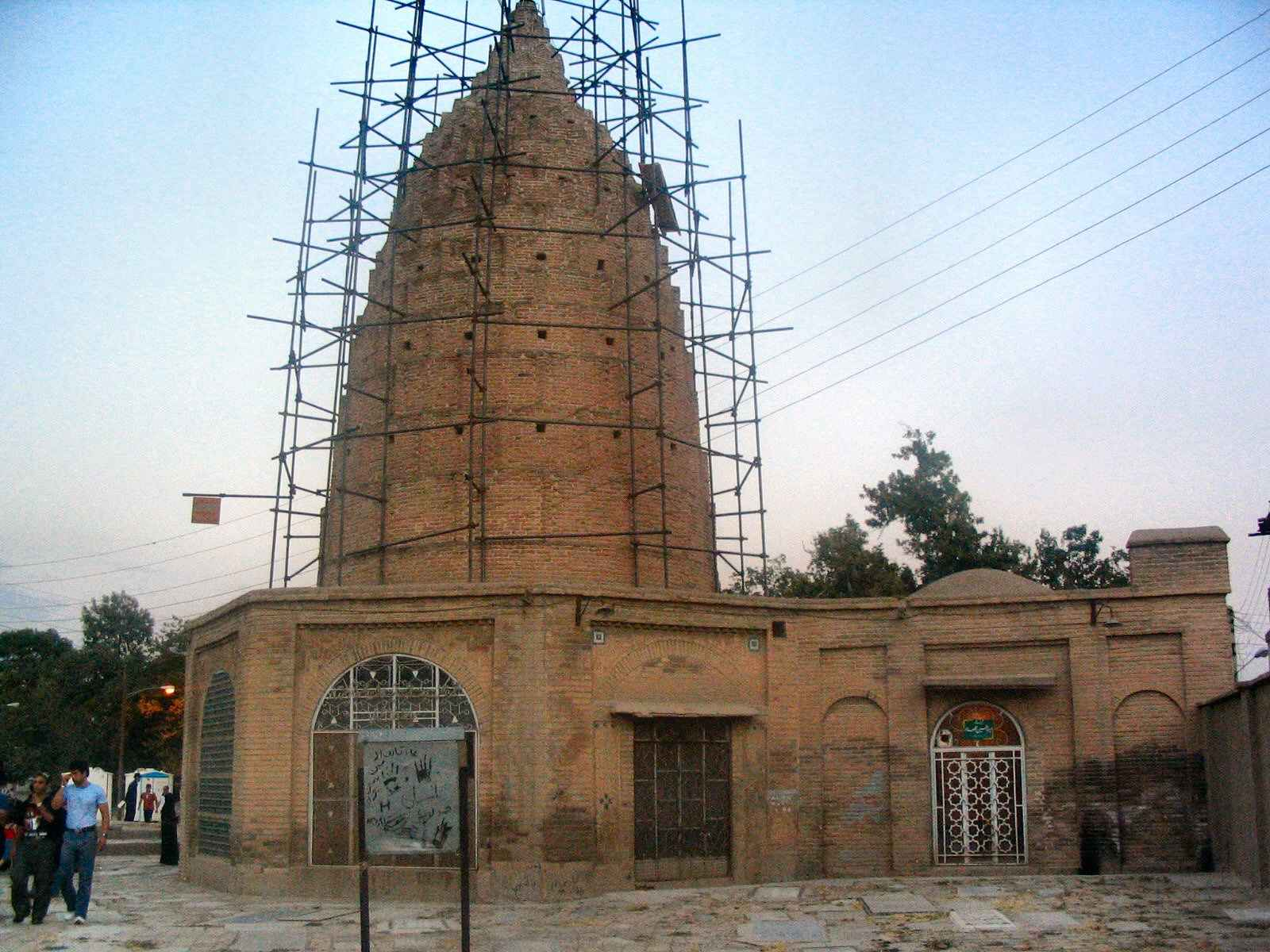
Имамзаде Джафар
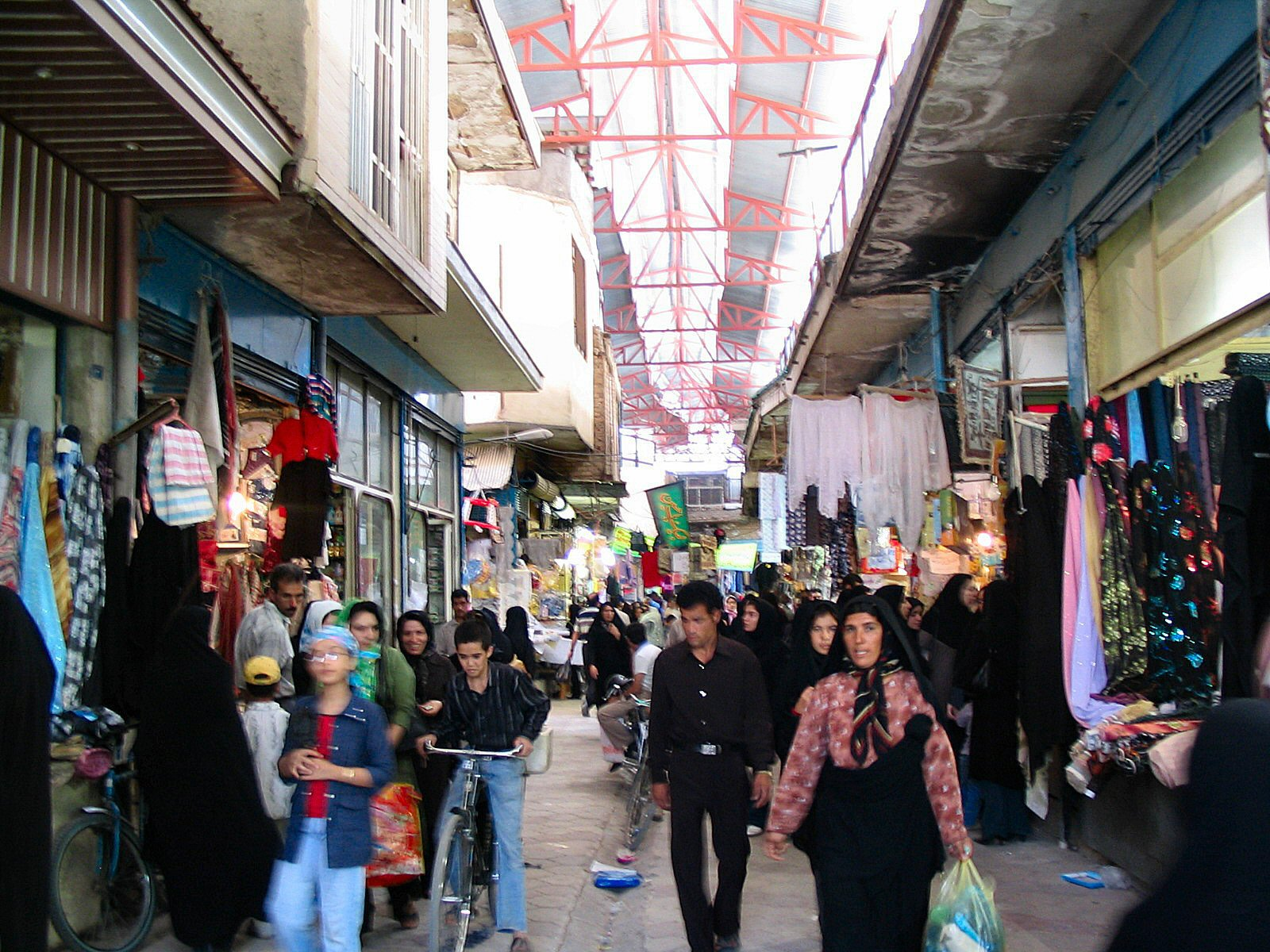
Базар